# Bons Roosa
Les bons Roosa sont des obligations émises par les États-Unis dans les années 1960 afin d'alimenter les banques centrales étrangères en liquidités et réduire le volume de dollars américains détenus par des pays étrangers. L'abondance de dollars provoquait une pression à la hausse sur la demande d'or américain, dont les réserves chutaient.

## Concept

### Contexte
Les États-Unis bénéficient des accords de Bretton Woods en ce qu'ils deviennent la puissance économique dominante au sein du système monétaire international. Les monnaies du monde sont fixées sur le dollar américain, seule devise à être librement convertible en or. On dit donc que le dollar est « as good as gold » (aussi bon que l'or). Le principe est que les États-Unis garantissent aux pays étrangers de convertir leurs dollars en or à tout instant. Aussi, afin d'écouler sa production à l'étranger, le pays est obligé d'inonder l'Europe et le Japon de dollars, et ce en accusant des déficits commerciaux.
Le système commence à devenir, dans les années 1960, intenable. En effet, le système de Bretton Woods n'est viable que tant que les dollars détenus par les non-résidents sont inférieurs au stock d'or détenu par les États-Unis. Dès lors que les réserves du pays chutent (du fait, notamment, de la hausse des dépenses publiques et des retraits de l'or français sur ordre de Charles de Gaulle), les États-Unis voient la possibilité pour eux de se retrouver dans l'impossibilité d'assurer la conversion des dollars en or. C'est un phénomène de dollar glut.
Les Secrétaires au Trésor des États-Unis sont chargés de mettre en place une réponse au problème. Robert Roosa, sous-secrétaire au Trésor sous la présidence de John Fitzgerald Kennedy, chargé des affaires monétaires, crée en 1961 le « pool de l'or », qui fait coopérer les plus grandes banques centrales du monde afin de coordonner la parité du dollar et réduire la pression sur celui-ci. Le mécanisme est toutefois insuffisant. Roosa décide alors d'essayer de résoudre le problème en émettant des actifs financiers.

### Mise en place
Les bons Roosa sont des obligations fortement rémunérées, qui ne peuvent être achetées que par les banques centrales étrangères. Il s'agit de bons du Trésor, c'est-à-dire des titres de dette publique. Leur maturité sont de 12 à 24 mois. Ces bons sont une sorte de substitut aux réserves en or, qu'elles placent aux États-Unis. Les premiers sont émis en 1962. 
Ces bons sont triplement attractifs : d'abord, leur taux de rémunération est supérieur à celui pratiqué sur les marchés obligataires. Ensuite, les intérêts versés à la banque centrale qui y ont souscrit sont versés dans la monnaie nationale de la banque centrale en question. Cela devait permettre de faire progressivement sortir des dollars des réserves des banques centrales. Un des arguments utilisés par l'administration américaine est que si elles sont payées dans leur propre monnaie et non en dollars, les banques centrales se prémunissent contre des risques de dévaluation du dollar. Enfin, ces bons étaient assortis de clause de remboursement anticipé : les détenteurs pouvaient demander à être repayés à tout moment.

## Postérité
L'Italie, l'Allemagne, la Belgique et l'Autriche se portent acquéreurs. La Banque des règlements internationaux en achète également ; ses intérêts sont payés en francs suisses. 
Les bons Roosa ne remplissent que partiellement leur objectif. Les banques centrales continuent de préférer garder des réserves en dollars, et de demander leur conversion en or. Le Canada demande même à être rémunéré en dollars américains. Les bons Roosa permettent d'éponger des liquidités en excès (3 milliards de dollars ont été aspirés entre la création des bons et mars 1967), mais cela est peu par rapport au volume de dollars restant.
Les États-Unis décident de s'appuyer sur le Fonds monétaire international pour résoudre le problème. Ils se concertent avec les pays européens et le Japon pour créer une forme de liquidité internationale qui ne serait appuyée par aucun Etat. Les droits de tirage spéciaux sont ainsi créés, malgré la réticence de la France. Le conseiller à l'économie de Charles de Gaulle, Jacques Rueff, avait en effet considéré que « le DTS, c'est du néant habillé en monnaie ».